# Pagham
Pagham est un gros village et une paroisse civile du Sussex de l'Ouest, en Angleterre. Il est situé sur le littoral de la Manche, à 6 km à l'est de la ville de Bognor Regis. Administrativement, il relève du district d'Arun. Au recensement de 2011, il comptait 5 941 habitants.